# Лозгачёв, Семён Семёнович
Семён Семёнович Лозгачёв (28 февраля 1918, село Алексеевка, Нижегородская область — 5 октября 1992, Большое Болдино) — участник Великой Отечественной войны, полный кавалер ордена Славы.

## Биография
Родился в семье крестьянина. Член КПСС с 1943 года. Окончил 4 класса. Работал трактористом в МТС. В Красной Армии с 1939 года. Участвовал в боях Великой Отечественной войны с марта 1943 года. Командовал орудийным расчётом 373-го артиллерийского полка (175-я стрелковая дивизия, 47-я армия, 1-й Белорусский фронт).
7 июля 1944 года в бою у села Старые Кошары в 10 км западнее города Ковель Волынской области прямой наводкой уничтожил целое немецкое отделение, а также два пулемёта и три дзота. За это 17 июля 1944 года награждён орденом Славы 3 степени.
13 сентября 1944 года в боях за предместье Варшавы артиллерийский расчёт Лозгачёва уничтожил два крупнокалиберных пулемёта и около 15 солдат противника. 21 октября 1944 года Лозгачёв награждён орденом Славы 2 степени.
17 января 1944 года в бою у деревни Бромежик в 19 км северо-западнее города Блоне в Польше огнём артиллерийского расчёта Лозгачёва уничтожено до 20 солдат противника, подавлен 1 пулемёт и подбито 2 тягача. 31 мая 1945 года награждён орденом Славы 1 степени.
Демобилизован в 1946 году. Работал механизатором, заведующим фермой в колхозе. Жил в селе Большое Болдино. Награждён орденами Отечественной войны 1 и 2 степени, орденом Красной Звезды и другими медалями.